# Cijujung (Sukaraja)
Cijujung is een bestuurslaag in het regentschap Bogor van de provincie West-Java, Indonesië. Cijujung telt 26.416 inwoners (volkstelling 2010).